# Deltanema parvum
Deltanema parvum är en rundmaskart som beskrevs av Hans August Kreis 1929. Deltanema parvum ingår i släktet Deltanema och familjen Chromadoridae. Inga underarter finns listade i Catalogue of Life.